# Wild Bill Hickok (serie televisiva)
Wild Bill Hickok (The Adventures of Wild Bill Hickok) è una serie televisiva statunitense in 113 episodi trasmessi per la prima volta nel corso di 8 stagioni dal 1951 al 1958. È una serie western basata sulle gesta di James Butler Hickok, detto Wild Bill Hickok (1837-1876) un pistolero statunitense.

## Personaggi e interpreti
- Sceriffo James Butler 'Wild Bill Hickok (112 episodi, 1951-1958), interpretato da Guy Madison.
- Vice sceriffo Jingles P. Jones (112 episodi, 1951-1958), interpretato da Andy Devine.
- Brereton (8 episodi, 1951-1958), interpretato da Sam Flint.
- Banker Stafford (7 episodi, 1951-1956), interpretato da Tristram Coffin.
- Cap'n Ben (7 episodi, 1951-1956), interpretato da Raymond Hatton.
- Clete (7 episodi, 1951-1956), interpretato da Rory Mallinson.
- Barton (7 episodi, 1951-1956), interpretato da Terry Frost.
- Big Red (7 episodi, 1951-1956), interpretato da William Haade.
- Bronson (7 episodi, 1951-1958), interpretato da Gregg Barton.
- Bennett (6 episodi, 1951-1955), interpretato da Parke MacGregor.
- Barstow (6 episodi, 1951-1956), interpretato da Don C. Harvey.
- Binkleman (5 episodi, 1951-1958), interpretato da Byron Foulger.
- Barbara (5 episodi, 1951-1955), interpretata da Isa Ashdown.
- Falk (5 episodi, 1951), interpretato da Tom Steele.
- Doc Jones (5 episodi, 1951-1955), interpretato da Fred Kelsey.
- Ben Webb (5 episodi, 1951-1954), interpretato da Rand Brooks.
- Bart Gorham (5 episodi, 1954-1956), interpretato da John Damler.
- Jailer (5 episodi, 1951-1956), interpretato da George Eldredge.
- Bailey (5 episodi, 1951-1953), interpretato da Steve Pendleton.
- Tom (5 episodi, 1958), interpretato da William Kerwin.

## Produzione
La serie fu prodotta da Newhall Productions, Screen Gems e William F. Broidy Productions e girata in California.

### Registi
Tra i registi sono accreditati:
- Frank McDonald in 35 episodi (1951-1955)
- William Beaudine in 13 episodi (1953)
- Louis King in 11 episodi (1958)
- Thomas Carr in 7 episodi (1951)
- Wesley Barry in 6 episodi (1951-1952)
- Jean Yarbrough in 6 episodi (1955-1956)
- Will Jason in 6 episodi (1956)
- S. Roy Luby

### Sceneggiatori
Tra gli sceneggiatori sono accreditati:
- Maurice Tombragel in 19 episodi (1951-1955)
- William Raynor in 18 episodi (1951-1952)
- Samuel Roeca in 5 episodi (1956-1958)
- Melvin Levy in 4 episodi (1951)
- Eric Freiwald in 4 episodi (1955-1958)
- Robert Schaefer in 4 episodi (1955-1958)
- Warren Wilson in 4 episodi (1955-1956)
- Robert Abel in 3 episodi (1953)
- Lee Backman in 3 episodi (1953)
- Joe Richardson in 3 episodi (1958)
- Barry Shipman in 3 episodi (1958)
- Dwight V. Babcock in 2 episodi (1951)
- Todhunter Ballard in 2 episodi (1951)
- Thomas W. Blackburn in 2 episodi (1951)
- Robert Leslie Bellem in 2 episodi (1953)
- Paul Gangelin in 2 episodi (1958)
- Ray Buffum in un episodio (1958)

## Distribuzione
La serie fu trasmessa negli Stati Uniti dal 15 aprile 1951 al 16 maggio 1958 prima in syndication, poi sulla CBS (1955-1958) e per una stagione in contemporanea sulla CBS e sulla ABC dal 1957 al 1958. Nel corso degli anni 50, diversi episodi furono editati e distribuiti come lungometraggi. In Italia è stata trasmessa con il titolo Wild Bill Hickok.

## Episodi
| Stagione         | Episodi | Prima TV USA |
| ---------------- | ------- | ------------ |
| Prima stagione   | 13      | 1951         |
| Seconda stagione | 13      | 1951-1952    |
| Terza stagione   | 22      | 1952         |
| Quarta stagione  | 13      | 1953         |
| Quinta stagione  | 13      | 1954         |
| Sesta stagione   | 13      | 1955         |
| Settima stagione | 13      | 1956         |
| Ottava stagione  | 13      | 1958         |

## Film
Nei primi anni 50 diverse coppie di episodi furono unite insieme e distribuite nei cinema come film. I titoli furono:
- The Ghost of Crossbones Canyon nel 1952
- Behind Southern Lines nel 1952
- The Yellow Haired Kid nel 1952
- Trail of the Arrow nel 1952
- Secret of Outlaw Flats nel 1953
- Border City Rustlers nel 1953
- Six Gun Decision nel 1953
- Two Gun Marshal nel 1953
- Outlaw's Son nel 1954
- The Two Gun Teacher nel 1954
- Marshals in Disguise nel 1954
- Trouble on the Trail nel 1954
- Phantom Trails nel 1955
- The Titled Tenderfoot nel 1955
- The Matchmaking Marshal nel 1955